# Sprengelkiez

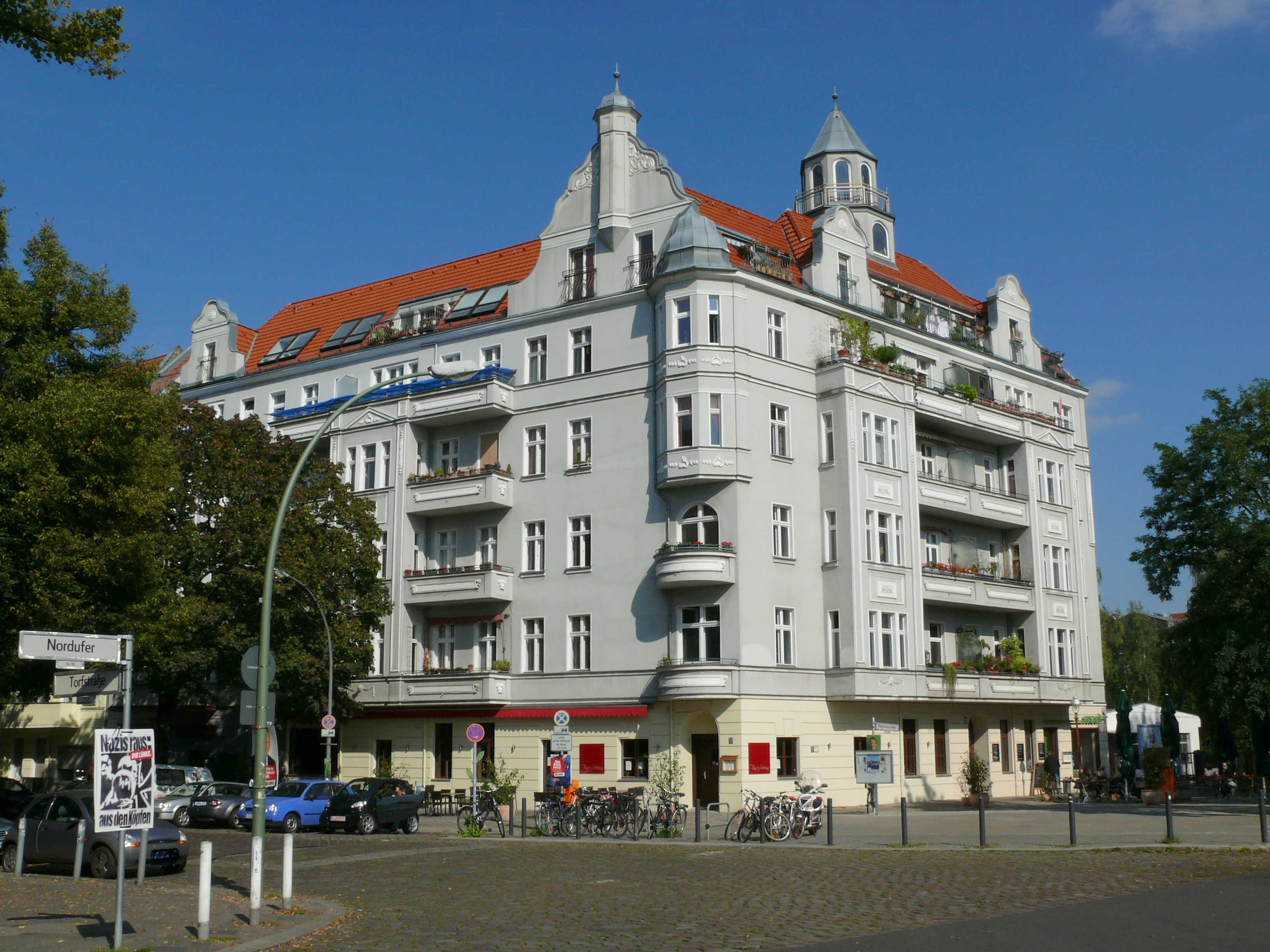
Blockrandbebauung Nordufer am Pekinger Platz

Der Sprengelkiez ist ein Stadtviertel im Berliner Ortsteil Wedding des Bezirks Mitte.
Der Name wird von der Sprengelstraße abgeleitet, die mitten durch den Kiez verläuft. Sie wurde 1897 nach dem deutschen Botaniker Christian Konrad Sprengel benannt. Hier leben über 14.000 Menschen, was einer Bevölkerungsdichte von 230 Einwohnern je Hektar (also 23.000 pro km²) entspricht.
Das Viertel wird auch als Sparrplatz-Quartier bezeichnet, wobei dies vor allem in Verbindung mit dem öffentlichen Quartiersmanagement benutzt wird.

## Lage

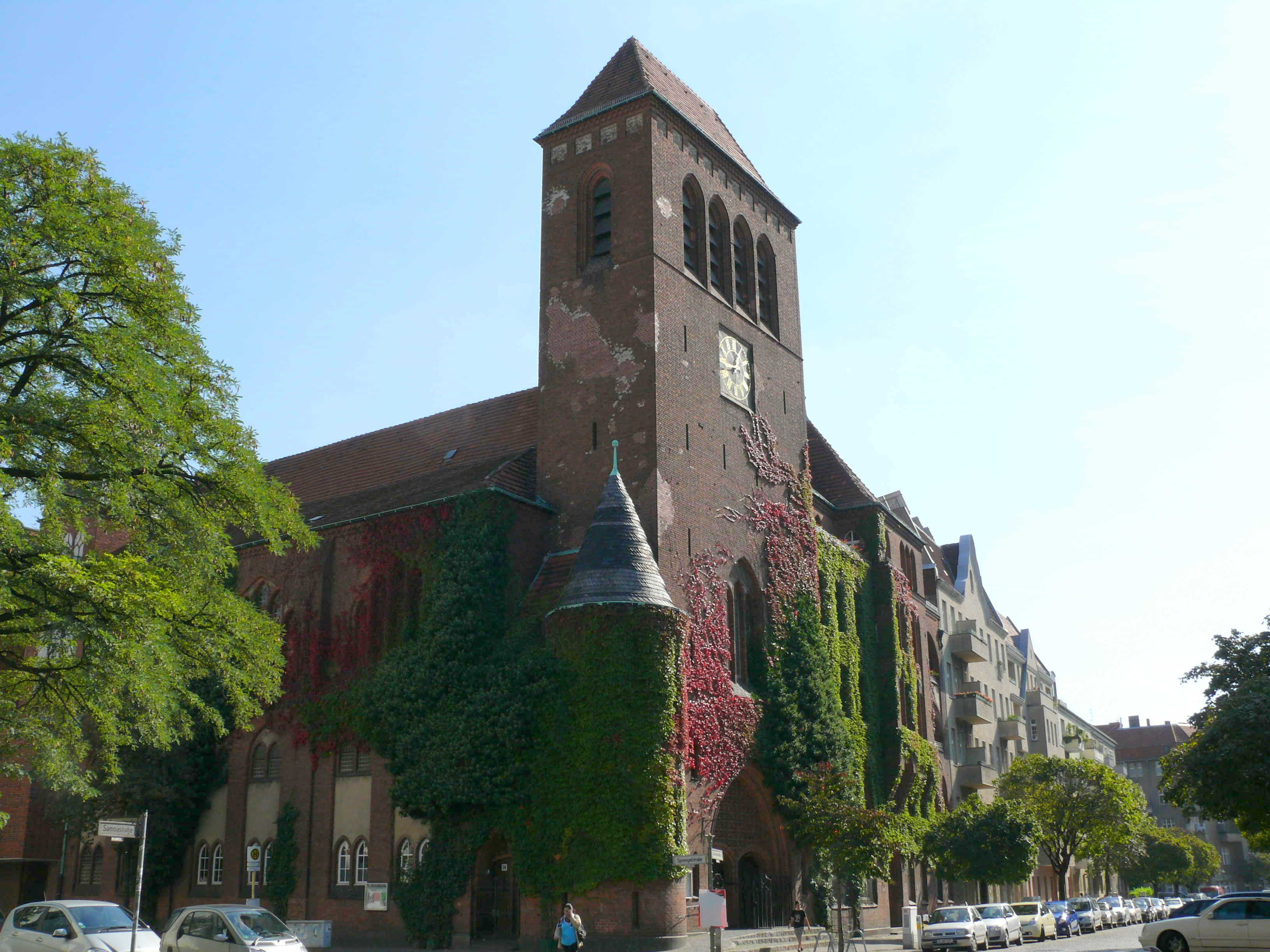
Osterkirche an der Sprengelstraße/Ecke Samoastraße

Das Viertel wird durch folgende Grenzen definiert:
- Nordwesten – durch die Föhrer Straße und Luxemburger Straße mit dem U-Bahnhof Amrumer Straße
- Norden – durch den Leopoldplatz, mit dem gleichnamigen Bahnhof der U6 und U9
- Nordosten – durch die Müllerstraße
- Südosten – durch die Gleisanlage der Ringbahn mit den S-Bahnhöfen Westhafen und Wedding bzw. die Fennstraße
- Süden – durch den Berlin-Spandauer Schifffahrtskanal

## Sehenswürdigkeiten
- Sprengelpark
- Evangelische Osterkirche
- Katholische Kirche St. Joseph

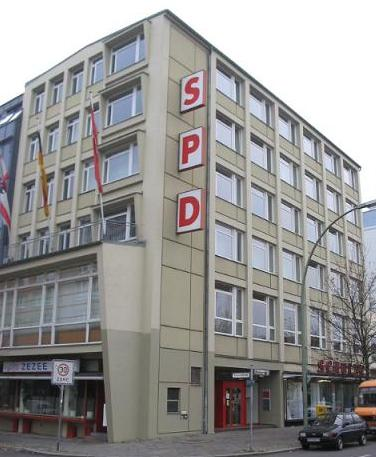
Kurt-Schumacher-Haus

- Arbeitsamt Wedding – bekannt als Hintergrundbild in der Tagesschau zu Berichten über das Thema Arbeitslosenzahlen u. ä.
- Robert Koch-Institut
- Pekinger Platz mit dem als Denkmal erhaltenen „Café Achteck“ (öffentliches Pissoir)
- Kurt-Schumacher-Haus, Sitz des SPD-Landesverbandes Berlin
- denkmalgeschützte Wohnanlagen des Berliner Spar- und Bauvereins in der Sprengelstraße und am Nordufer
- Schulgebäude Tegeler Straße 18/19, denkmalgeschützte Schule (ehemalige Gemeindeschule)
- Schulkomplex Müllerstraße 158, denkmalgeschützte Schule mit ehemaligem Lehrerwohnhaus
- Buchstraße 3 – denkmalgeschütztes Wohnhaus